# تارمو پیهلاپ
تارمو پیهلاپ (استونیایی: Tarmo Pihlap; ۲۱ آوریل ۱۹۵۲ – ۳ اوت ۱۹۹۹) خواننده و نوازنده گیتار اهل استونی بود.